# Masquerade in Blood
Masquerade in Blood es el séptimo álbum de la banda de thrash metal, Sodom. Grabado en 1995.

## Lista de temas
- 1. "Masquerade in Blood" – 3:19
- 2. "Gathering of Minds" – 4:16
- 3. "Fields of Honour" – 3:23
- 4. "Braindead" – 2:29
- 5. "Verrecke!" – 2:48
- 6. "Shadow of Damnation" – 2:57
- 7. "Peacemaker's Law" – 3:23
- 8. "Murder in My Eyes" – 2:38
- 9. "Unwanted Youth" – 3:32
- 10. "Mantelmann" – 2:10
- 11. "Scum" – 5:24
- 12. "Hydrophobia" – 3:23
- 13. "Let's Break the Law" – 2:55 (Anti-Nowhere League cover)

## Créditos
- Tom Angelripper - Voz, bajo
- Strahli - Guitarra
- Atomic Steif - Batería

- Datos: Q2527894